# Virginio Cavallini
Pour les articles homonymes, voir Cavallini.
Virginio Cavallini (Fornacette, 20 février 1875 - Camaiore, 30 janvier 1944) était un officier militaire et ingénieur italien, il était un concepteur de sous-marins de renommée internationale. Parmi les unités qu'il a conçues figurent les sous-marins de classe Settembrini et de classe R pour la marine royale italienne (Regia Marina en italien), et de classe Tarantinos pour la marine argentine (Armada de la República Argentina ou ARA en espagnol).

## Jeunesse et carrière
Né à Fornacette (Pise) le 20 février 1875, fils d'Angelo et de Zaira Marioni, il fréquente la faculté d'ingénierie de Pise, où il est l'élève d'Antonio Pacinotti, et obtient un diplôme d'ingénieur mécanicien, puis s'installe à Turin où il obtient un diplôme d'ingénieur électricien, avant de s'installer à Naples où il obtient en 1899 un diplôme d'ingénieur naval. En 1897, il s'est engagé dans la Regio Esercito (armée royale italienne) pour effectuer son service militaire, d'abord comme soldat, puis comme caporal et enfin comme sergent, étant promu sous-lieutenant du corps du génie dans le 2e régiment du génie de mineurs. Il démissionne de son service en février 1899 à la suite de sa nomination comme ingénieur de 2e classe dans le corps du génie naval de la Regia Marina (Marine royale italienne). Il fait une rapide carrière à bord, notamment dans les sous-marins, et sur le Pietro Micca et l'Evangelista Torricelli. Il participe à la Première Guerre mondiale, étant promu lieutenant-colonel le 5 mai 1918. À la fin du conflit, il est affecté aux directions de la construction navale de La Spezia puis de Tarente.
Entre 1919 et 1920, il sert à l'Inspection des sous-marins du ministère de la Marine, et après un court séjour à Pula, La Spezia et Tarente, il retourne à la direction de la construction navale. Pour ses activités, il reçoit en 1920 la médaille d'or de première classe pour ses réalisations méritoires dans le domaine de la science navale, et a ensuite été nommé membre "honoraire" du Royal Institute of Naval Architects of England.
En avril 1922, il prend sa retraite à sa propre demande, pour continuer à travailler comme dessinateur et consultant dans les chantiers navals cantieri navali Franco Tosi de Tarente.
Se retirant dans la vie privée au cours de la Seconde Guerre mondiale, il meurt à Camaiore (Lucques) le 30 janvier 1944.

### La conception des sous-marins
Le nom de l'ingénieur Cavallini est étroitement associé à l'étude et à la conception des sous-marins contribuant de façon remarquable à leur amélioration. Dans la première période, il se consacre à des études et à des recherches, entreprises en collaboration active avec le major du génie naval de l'époque, Cesare Laurenti, qui conduisent à la définition des plans des sous-marins de la classe Glauco construits à l'arsenal de Venise entre 1903 et 1909. Ces sous-marins se caractérisent par une double coque, la coque extérieure étant plus grande d'environ un tiers du diamètre de la coque intérieure pour permettre l'installation d'accumulateurs dans la partie inférieure de la zone comprise entre les deux coques.

La coopération entre les deux ingénieurs a également conduit à la conception des six sous-marins à grand déplacement de la classe Pietro Micca (842/1 244 tonnes),  produits entre 1915 et 1918, et des quatre sous-marins de la classe Barbarigo, dont la conception était commune aux deux ingénieurs (c'est pourquoi elle est appelée "Laurenti-Cavallini"), et dans laquelle lui est due l'adoption de la nouvelle disposition des accumulateurs installés dans quatre compartiments étanches sous un pont horizontal qui s'étendait sur toute la longueur des sous-marins.
Après la fin de la Première Guerre mondiale, il quitté la Regia Marina pour se consacrer à la conception de nouveaux types de sous-marins dans les chantiers navals Franco Tosi de Tarente.
Pour construire des sous-marins capables d'atteindre des profondeurs opérationnelles d'environ 100 m (330 ft), Cavallini a adopté une coque solide à sections circulaires autour de laquelle il a appliqué, sur presque toute la longueur, deux grands réserves contenant de l'eau de ballast et du carburant. Le premier sous-marin construit selon ce concept fut le sous-marin mouilleur de mines Pietro Micca, conçu par lui en 1931, suivi des deux sous-marins océaniques de la classe Settembrini pour la marine royale italienne, et des trois de la classe Tarantinos pour la marine argentine.
Les dernières unités à adopter la coque "Cavallini" ont été les grands sous-marins de transport de classe R, dont douze ont été commandés, mais dont deux seulement ont été achevés en raison du déroulement défavorable de la guerre.

## Distinctions honorifiques
Croix du Mérite de la guerre
 Chevalier de l'Ordre des Saints-Maurice-et-Lazare
 Commandeur de l'Ordre de la Couronne d'Italie

## Sources
- (it) Cet article est partiellement ou en totalité issu de l’article de Wikipédia en italien intitulé « Virginio Cavallini » (voir la liste des auteurs).